# كاثلين سوليفان
كاثلين سوليفان (بالإنجليزية: Kathleen Sullivan)‏ هي محامية أمريكية، ولدت في 20 أغسطس 1955 في سولت سانت ماري في الولايات المتحدة.

## وصلات خارجية
- كاثلين سوليفان على موقع إن إن دي بي (الإنجليزية)